# Joana Benedek
Joana Benedek Godeanu (Bucareste, Romênia, 21 de janeiro de 1972) é uma atriz romena radicada no México. Enquanto era contratada exclusiva da Televisa, uma das maiores produtoras de telenovelas do mundo, ficou conhecida por suas participações em telenovelas, sendo a mais famosa Amigas y rivales, onde viveu a grande vilã Roxana de la O.

## Biografia
Joana nasceu na cidade de Bucareste na Romênia em 21 de janeiro de 1972. Quando ainda era criança, abandonou sua terra natal para morar na Venezuela e buscar novas oportunidades de trabalho. 
Já instalada em na capital venezuelana, Caracas, continuou estudando, porém teve que deixar seus estudos por ter indiciado seu trabalho como modelo, para depois entrar no mundo da televisão com um projeto que durou 18 meses ao ar e que levava o nome de Pecado de Amor.
Em 1997 foi a imagem de uma prestigiada marca de cosméticos em Nova York. Durante sua estadia na cidade dos arranha-céus, estudou arte dramática na academia de Susan Grace.
Posteriormente, foi convidada para participar de uma telenovela nesse país, para depois conduzir uma sessão dos prêmios "Lo Nuestro", o qual lhe trouxe boa sorte já que os produtores mexicanos começaram a perceber seu talento.
Sirena, Amigas y rivales, De pocas, pocas pulgas e Mujeres engañadas são alguns dos melodramas em que participou.
Em 2007 teve uma participação especial na telenovela La fea más bella, onde interpreta a uma bela e reconhecida jornalista mexicana. Em 2007 participa da telenovela Destilando amor.
Depois de três anos, regressa as telas e integra a produção de Emilio Larrosa na telenovela Hasta que el dinero nos separe. Em 2011, volta a trabalhar novamente nueva com Emilio Larrosa em Dos hogares, história protagonizada por Anahí, Carlos Ponce e Sergio Goyri.
Se retirou da atuação em 2012 e tempo depois abriu seu próprio canal no Youtube (ademais de compartilhar também pelo Instagram) onde toca temas espirituais e de relaxamento pessoal.

## Filmografia

### Televisão
| Ano  | Título                         | Papel                                 | Notas                 |
| ---- | ------------------------------ | ------------------------------------- | --------------------- |
| 1989 | Rubí rebelde                   | Zoraida                               |                       |
| 1992 | Piel                           | Sandra                                | Participação especial |
| 1993 | Sirena                         | Joana "La Divina"                     |                       |
| 1994 | Cruz de Nadie                  | Cynara                                |                       |
| 1995 | Pecado de Amor                 | Rosalía Alamo                         |                       |
| 1998 | Ángela                         | Catalina Lizárraga Miranda            |                       |
| 1999 | Mujeres engañadas              | Joanna Sierra                         |                       |
| 2001 | Amigas y Rivales               | Roxana Brito de la O/Carolina Vallejo |                       |
| 2002 | Mi gorda bella                 | Zorayda Torres Mercouri               | Participação especial |
| 2003 | De pocas, pocas pulgas         | Reneé Lastra                          |                       |
| 2004 | Big Brother VIP                | Ela mesma/ participante               | Reality show          |
| 2005 | Barrera de amor                | Leonora                               |                       |
| 2007 | La fea más bella               | Cristina Riva Palacio                 |                       |
| 2007 | Destilando amor                | Pamela Torreblanca                    |                       |
| 2009 | Hasta que el Dinero nos Separe | Marian Celeste                        |                       |
| 2011 | Dos Hogares                    | Yolanda Rivapalacio                   |                       |

### Cinema
- Revelion Magic (2008) - Ela mesma

## Teatro
- Quimera de alas ardientes (2007)

## Prêmios e Indicações

### Prêmio TVyNovelas 2002
| Ano  | Categoria                | Telenovela       | Resultado |
| ---- | ------------------------ | ---------------- | --------- |
| 2002 | Melhor atriz antagonista | Amigas y rivales | Indicado  |